# 小行星1287
小行星1287（1287 Lorcia）是一颗围绕太阳公转的小行星。1933年8月25日，西維恩·阿蘭德在于克勒发现了此天体。
該小行星以波蘭天文學家塔德烏什·巴那齊耶維茨的妻子洛西亞（Lorcia）命名。
这颗小行星的绝对星等为268.60605等。